# Oenothera laciniata
Oenothera laciniata é uma espécie de planta com flor pertencente à família Onagraceae. 
A autoridade científica da espécie é Hill, tendo sido publicada em The Vegetable System. Or, the internal structure and the life of plants; their parts, and nourishment, explained; their classes, orders, genera, and species, ascertained, and described; in a method altogether new: comprehending an artificial index and a natural system. 12(Appendix): 64, pl. 10. 1767.

## Portugal
Trata-se de uma espécie presente no território português, nomeadamente no Arquipélago dos Açores.
Em termos de naturalidade é introduzida na região atrás indicada.

## Protecção
Não se encontra protegida por legislação portuguesa ou da Comunidade Europeia.